# Shigeru Mizuki
 (mars 2010).
Si vous disposez d'ouvrages ou d'articles de référence ou si vous connaissez des sites web de qualité traitant du thème abordé ici, merci de compléter l'article en donnant les références utiles à sa vérifiabilité et en les liant à la section « Notes et références ».
水木 しげる
Œuvres principales
Première œuvre : 
Autres ouvrages :
- 3, Rue des mystères
- Kitaro le repoussant
- NonNonBâ
- Opération mort
- Shōwa-shi, Terebi-kun

Shigeru Mura (武良 茂, Mura Shigeru), connu sous le nom de plume Shigeru Mizuki (水木 しげる, Mizuki Shigeru), est un mangaka japonais (8 mars 1922 - 30 novembre 2015). Il est un des grands fondateurs du manga d'horreur, se spécialisant dans les histoires de monstres et de fantômes japonais, avec des créatures telles que yōkai, tengu et kappa. Il est également connu pour ses récits portant sur la Seconde Guerre mondiale.

## Biographie
Né à Osaka, puis élevé à Sakaiminato, dans la préfecture de Tottori, Mizuki, dont le vrai nom est Shigeru Mura (武良 茂, Mura Shigeru), est le second des trois fils. Décrit comme un enfant curieux, ses premières  découvertes comprennent de nombreuses écoutes et illustrations d'histoires de monstres par une femme nommée NonNonBâ, la femme de ménage. Son nom en tant que dessinateur, Mizuki, vient du temps où il dirigeait une auberge appelée Manoir Mizuki alors qu'il dessinait pour des kamishibai.

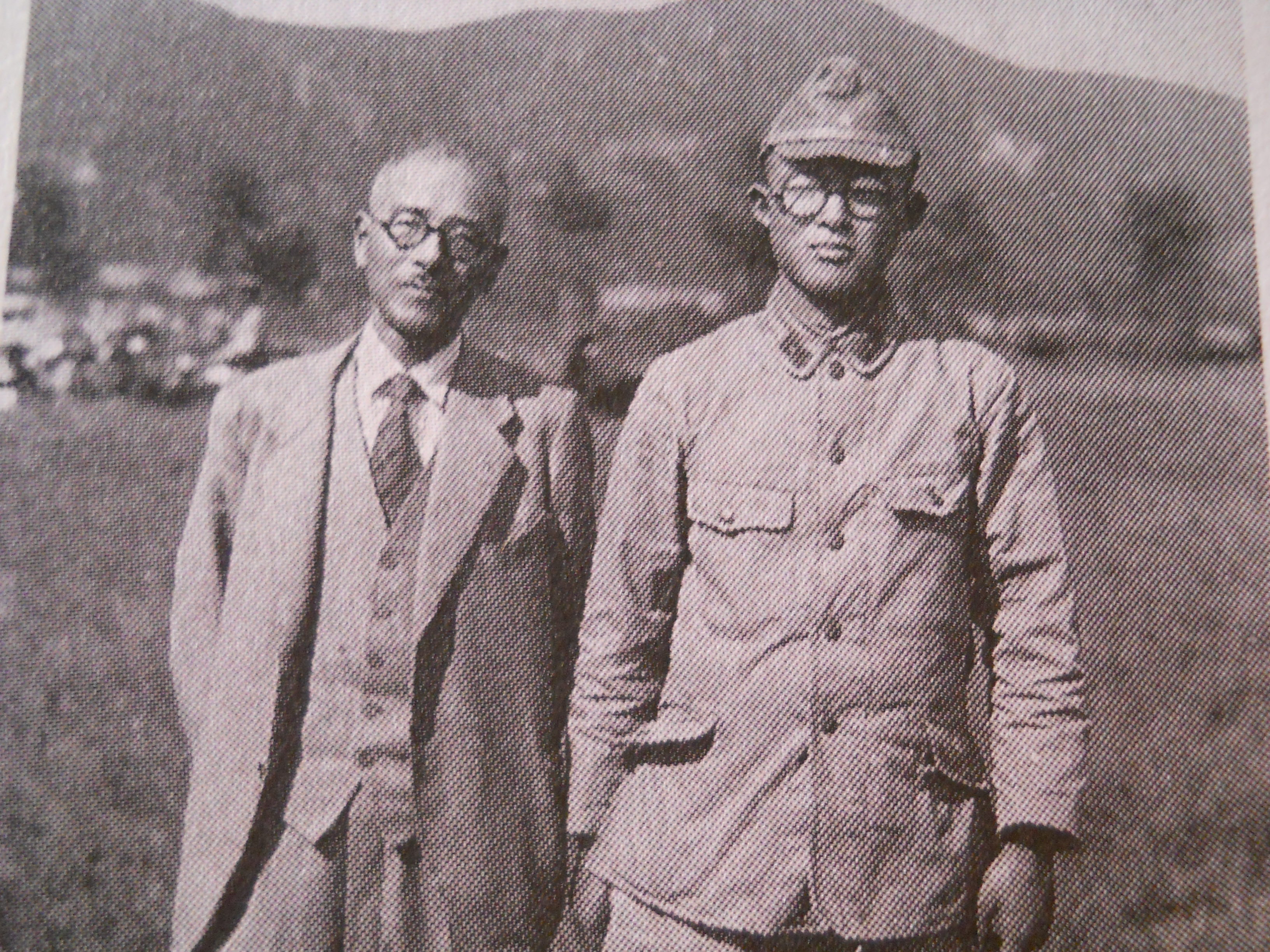
Shigeru Mizuki (à droite) et son père en 1943.

En 1942, il est enrôlé dans l'armée japonaise impériale et envoyé sur l'île de Nouvelle Bretagne en Nouvelle-Guinée. Cette expérience l'a profondément affecté. Il perd son bras gauche lors d'un bombardement durant la Seconde Guerre mondiale ; étant gaucher, il devra donc apprendre à dessiner de la main droite. En Nouvelle-Guinée, il a contracté la malaria. Alors qu'il était prisonnier de guerre à Rabaul, il a noué des liens avec la tribu locale Tolai qui lui a offert une terre, un domicile et la citoyenneté grâce à un mariage avec une femme locale. Mizuki a reconnu qu'il se considérait comme un « planqué ». Il s'est senti honteux lorsqu'un docteur militaire l'a incité à retourner au Japon pour voir ses parents, ce qu'il a fait à contre-cœur.
Une fois retourné dans son pays natal, Mizuki avait envisagé de retourner en Nouvelle-Guinée mais l'occupation du Japon a contrecarré ce projet. Ses blessures ne l'ont pas incité à partir. De plus, son plus vieux frère, un officier d'artillerie, a été accusé de crime de guerre pour avoir exécuté des prisonniers de guerre.
Depuis son retour au Japon jusqu'à 1956, il a travaillé en tant qu'opérateur de théâtre puis il est devenu dessinateur.
Il surmonte le traumatisme de la guerre et devient auteur de manga dans les années 1950,. En 1957, il publie son premier manga Rocketman. Il fut aussi auteur et conteur de kamishibai. Depuis, il a publié de nombreuses œuvres sur les monstres et sur le thème militaire. Il a aussi écrit de nombreux livres sur ces deux sujets y compris une autobiographie sur sa période sur l'île de Nouvelle Bretagne et un manga biographique sur Adolf Hitler.
Son manga le plus célèbre est Kitaro le repoussant (ゲゲゲの鬼太郎, Ge-ge-ge no Kitarō), qui est adapté en anime (record d'adaptation en animé: 10), en film et en jeu vidéo, et dont le personnage principal est Kitaro, un chasseur de yōkai. Il raconte son initiation à ce monde imaginaire et traditionnel japonais durant son enfance par une vieille dame, amie de sa famille, dans NonNonBâ (のんのんばあとオレ, Nonnonbā to ore, lit. Mémé et moi).
Il participe en 1964 aux débuts du magazine Garo fondé par Katsuichi Nagai (長井 勝一, Nagai Katsuichi) et Sanpei Shirato, avec Kitarō yawa (鬼太郎夜話), prémisse de Kitaro le repoussant, et Ninpō hiwa (忍法屁話), histoire parodique de ninja. Il y eut comme assistant Ryōichi Ikegami, puis dans la suite de sa carrière Takao Yaguchi et Yoshiharu Tsuge, entre autres.
En 1991, il a publié une œuvre courte intitulée War and Japan (Guerre et Japon) publiée dans The Sixth Grader, un magazine populaire de divertissement pour jeunes enfants, détaillant les atrocités commises par l'armée japonaise pendant son incursion en Chine et en Corée. La narration est assurée par son personnage Nezumi Otoko. Cette œuvre sert de contrepoint puissant aux mangas révisionnistes comme les ouvrages de  Yoshinori Kobayashi. Elle a aussi été pour Mizuki un exutoire pour exprimer sa colère face à ceux qui ont été victimes des Japonais.
En 2003, il est retourné à Rabaul pour renouer des liens avec les natifs qu'il avait rencontrés pendant la guerre.
En 2005, Shigeru Mizuki a fait une apparition avec un rôle furtif dans le film Yōkai Daisenso (La Grande Guerre des Yokai) dirigé par Takashi Miike, une œuvre sur les monstres inspirée par son travail. Plusieurs de ses personnages font des apparitions brèves. Une courte explication  au sujet de ses œuvres est aussi abordée dans le film.
En 2010, NHK, chaîne télévisée japonaise, a diffusé un asadora, une série télévisée matinale au sujet de sa vie maritale, Gegege no nyōbō (ゲゲゲの女房), basée sur l'autobiographie de sa femme.
Il est mort le lundi 30 novembre 2015 à 93 ans.

## Ouvrages en français
- NonNonBâ, Cornélius 2006, one shot.
- 3, rue des Mystères (et autres histoires), Cornélius 2006-2009, 2 tomes.
- Kitaro le repoussant, Cornélius 2007-2008-2009-2011, 11 tomes [6].
- Yôkai. Dictionnaire des monstres japonais, Pika Édition 2008, 2 tomes.
- Opération mort, Cornélius 2008, one shot.
- Micmac aux enfers, Cornélius 2010, one shot.
- Mon copain le kappa, Cornélius :

1. Mon copain le kappa, mars 2010 ;
2. Kappa et compagnie, septembre 2010 ;
3. Moi, la mort et Kappa, février 2011.

- Hitler, Cornélius 2011, one shot.
- La Vie de Mizuki, Cornélius :

1. L'Enfant, 2012 ;
2. Le Survivant, 2013 ;
3. L'Apprenti, 2014.

- Yôkai, collection Blaise, Cornélius, 2017.
- À l'intérieur des Yôkai, collection Solange, Cornélius, 2018.
- Akuma-kun, collection Paul, Cornélius, 2024.

## Postérité

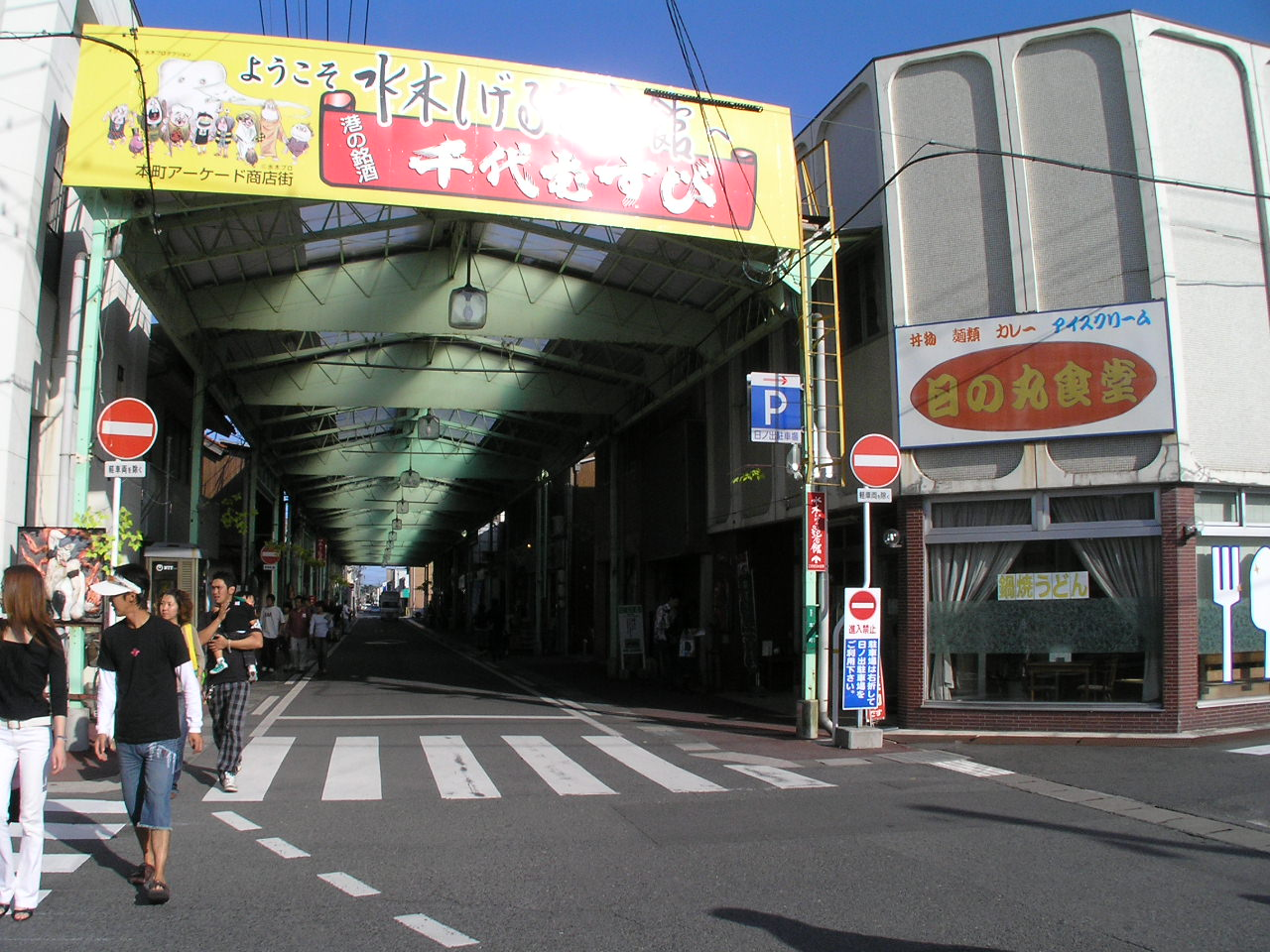
Route Mizuki à Sakaiminato.

Shigeru Mizuki reçoit au Japon le prix du manga Kōdansha en 1965 pour Terebi-kun (テレビくん) et en 1989 pour Shōwa-shi (昭和史). En France le jury du festival de la bande dessinée d'Angoulême lui a attribué le prix du meilleur album pour NonNonBâ en 2007, et le prix patrimoine pour Opération mort en 2009. En 2010, il reçoit le prix de la personne de mérite culturel. Il reçoit également plusieurs distinctions japonaises comme le Shi-ju Hōshō en 1991 et l'Ordre du Soleil levant en 2003. Aux États-Unis, l'édition américaine d'Opération mort reçoit le Prix Eisner de la meilleure édition américaine d'une œuvre internationale (Asie) en 2012.
Sakaiminato, sa ville natale située face à la mer du Japon, a su tirer profit du succès de l'enfant du pays. Autrefois réputé pour sa pêche de crabes, le port a transformé son activité sur le déclin en économie touristique florissante. Désormais, 120 statues de bronze à l'effigie de yōkai bordent les 800 mètres de son avenue principale, rebaptisée la Route Shigeru Mizuki (水木しげるロード, Mizuki Shigeru Road), et mène à un musée consacré au maître Mizuki Shigeru kinenkan (水木しげる記念館, « mémorial Shigeru Mizuki »). Ces attractions drainent près d'un million de touristes par an. Les autorités locales sont allées jusqu'à ériger l'univers animé de Mizuki en religion, en élaborant un guide de ses « esprits » et de leurs pouvoirs présumés, comme le don du bonheur ou de la réussite.
Une rue de Rabaul en Papouasie-Nouvelle-Guinée porte également son nom depuis 2003.
Le premier épisode de la deuxième saison d’Assassination Classroom évoque très rapidement le nom de Shigeru Mizuki

## Récompenses
Mizuki a reçu de nombreuses récompenses et distinctions pour ses œuvres, notamment Kitaro le repoussant.
- 1965 : prix Kōdansha du manga pour enfant avec Terubi-kun (テレビくん)
- 1989 : prix général Kōdansha pour Komikku Shōwa-Shi.
- 1991 : décoration Hōshō.
- 1996 : prix du ministère de l’Éducation de l'Association des auteurs de bande dessinée japonais.
- 1996 : inaugurant à Sakaiminato de la rue Shigeru Mizuki, décorée de statues des personnages de Kitaro le repoussant et d'autres dessins en relation avec ses ouvrages.
- 2003 : décoré de l'ordre du Soleil levant.
- 2003 : création du Centre culturel international Shigeru Mizuki à Sakaiminato.
- 2003 : prix culturel Osamu Tezuka spécial pour l'ensemble de son œuvre.
- 2007 : prix du meilleur album au festival d'Angoulême pour NonNonBâ.
- 2009 : prix du patrimoine au festival d'Angoulême pour Opération mort.
- 2010 : prix de la personne de mérite culturel.
- 2012 : prix Eisner de la meilleure édition américaine d'une œuvre internationale (Asie) pour Opération mort.
- 2015 : prix Eisner de la meilleure édition américaine d'une œuvre internationale (Asie) pour Showa 1939-1944 et Showa 1944-1953: A History of Japan.

Prix posthumes
- 2016 : prix Eisner de la meilleure édition américaine d'une œuvre internationale (Asie) pour Showa 1953-1989: A History of Japan.

## Sources
- (en) Cet article est partiellement ou en totalité issu de l’article de Wikipédia en anglais intitulé « Shigeru Mizuki » (voir la liste des auteurs).